# 베스트 리틀 호하우스 인 텍사스
《베스트 리틀 호하우스 인 텍사스》(영어: The Best Little Whorehouse in Texas)는 미국에서 제작된 콜린 히긴스 감독의 1982년 뮤지컬 코미디 영화이다. 버트 레이놀즈, 돌리 파튼 등이 출연하였고, 로버트 L. 보이엣 등이 제작에 참여하였다.

## 출연
- 버트 레이놀즈
- 돌리 파튼
- 돔 덜루이즈
- 찰스 더닝
- 테리사 메릿
- 짐 네이버스
- 로이스 네틀턴
- 노아 비리 주니어
- 배리 코빈
- 메리 조 캐틀렛
- 하워드 K. 스미스
- 미키 존스
- 폴라 쇼
- 그레고리 잇진

## 기타 제작진
- 의상: 시어도라 밴렁클